# Prezydenci Czadu
- tymczasowo

| #   | Imię i Nazwisko                  | Portret | Kadencja         | Kadencja         | Partia polityczna | Partia polityczna |
| #   | Imię i Nazwisko                  | Portret | Od               | Do               | Partia polityczna | Partia polityczna |
| --- | -------------------------------- | ------- | ---------------- | ---------------- | ----------------- | ----------------- |
| 1   | François Tombalbaye (1918–1975)  |         | 11 sierpnia 1960 | 13 kwietnia 1975 |                   | PPT / MNRCS       |
| –   | Noël Milarew Odingar (1932–2007) |         | 13 kwietnia 1975 | 15 kwietnia 1975 |                   | wojskowy          |
| 2   | Félix Malloum (1932–2009)        |         | 15 kwietnia 1975 | 23 marca 1979    |                   | wojskowy          |
| 3   | Goukouni Oueddei (ur. 1944)      |         | 23 marca 1979    | 29 kwietnia 1979 |                   | FROLINAT-FAP      |
| 4   | Lol Mahamat Choua (1939–2019)    |         | 29 kwietnia 1979 | 3 września 1979  |                   | MPLT              |
| (3) | Goukouni Oueddei (ur. 1944)      |         | 3 września 1979  | 7 czerwca 1982   |                   | FROLINAT-FAP      |
| 5   | Hissène Habré (1942–2021)        |         | 7 czerwca 1982   | 2 grudnia 1990   |                   | FAN / UNIR        |
| 6   | Idriss Déby (1952–2021)          |         | 2 grudnia 1990   | 20 kwietnia 2021 |                   | MPS               |
| 7   | Mahamat Déby Itno (ur. 1984)     |         | 20 kwietnia 2021 | nadal urzęduje   |                   | wojskowy          |